# Lac Coria
Lac Coria är en sjö i Kanada.   Den ligger i regionen Lanaudière och provinsen Québec, i den sydöstra delen av landet, 220 km nordost om huvudstaden Ottawa. Lac Coria ligger 479 meter över havet. Arean är 0,18 kvadratkilometer. Den ligger vid sjön Lac du Milieu. Den sträcker sig 0,5 kilometer i nord-sydlig riktning, och 0,6 kilometer i öst-västlig riktning.
I omgivningarna runt Lac Coria växer i huvudsak blandskog. Trakten runt Lac Coria är nära nog obefolkad, med mindre än två invånare per kvadratkilometer.